# Franz Weidenreich
Franz Weidenreich (Edenkoben, 7 de junho de 1873 - Nova Iorque, 11 de julho de 1948) foi um antropólogo alemão que estudou a evolução humana.
No ano de 1935 viajou à China como professor visitante em Pequim, onde estudou com Teilhard de Chardin os fósseis do conhecido como Homem de Pequim, Sinanthropus pekinensis primeiro, logo classificado como Homo erectus pekinensis. Depois, tornou-se chefe do Laboratório de Pesquisa Cenozóica do Instituto do Serviço Geológico da China.